# Jermaine O'Neal
Jermaine Lee O'Neal (Columbia, Južna Karolina, 13. listopada, 1978.) američki je profesionalni košarkaš. Igra na poziciji centra, a trenutačno je član NBA momčadi Boston Celticsa. Kao 17-godišnjak izabran je u 1. krugu (17. ukupno) NBA drafta 1996. od strane Portland Trail Blazersa. Time je postao najmlađim igračem franšize Blazersa koji je zaigrao u NBA ligi. S 211 centimetara visine i 117 kilograma postao je popularan još tijekom srednjoškolske karijere. 

## Rani život
Košarku je počeo igrati još kao dječak, odgojila ga je samohrana majka Angela Ocean. O'Neal također ima starijeg brata Clifforda. Njegovi uzori u djetinstvu bili su Hakeem Olajuwon i Bill Russell.
Kao tinejdžer igrao je u mnogim košarkaškim kampovima gdje su se svi divili njegovom lakoćom igre i atleticizmom. Kao 16-godišnjaka optužen je za silovanje 15-godišnje djevojke jer ih je u krevetu zatekao njezin otac. Na kraju, sud je odbacio optužbe protiv Jermaina. U srednjoj školi Jermaine je na posljednjoj godini prosječno zabijao 22.4 poena, 12.4 skokova i 5.2 blokade po utakmici. Iste godine dobio je nagradu "Mr. Basketball" i proglašen je igračem godine u Južnoj Karolini.

## NBA

### Portland Trail Blazers
Kao 17. izbor NBA drafta 1996. izabran je od strane Portland Trail Blazersa. U Portlandu su tada igrale velike zvijezde, kojima se Jermaine i nije baš svidio jer je tada još uvijek bio mlad i neiskusan, a u tome da se dokaže spriječila ga je i ozljeda zbog koje je propustio početak sezone. U rookie sezoni, Jermaine je odigrao 45 utakmica i postizao 4.1 poen i 2.1 skok po utakmici za samo desetak odigranih minuta. Unatoč njegovom optimizmu da će sljedeće sezone igrati u startnoj petorci, Jermaineu se želje nisu ispunile. Dolaskom novog trenera Mikea Dunleavya i nekolicine novih igrača, Jermaine je ponovo vratio na klupu. Iako se dokazivao da mu je mjesto u stratnoj petorci, Jermaine nije dobio veliku minutažu da pokaže svoj puni potencijal.
Trener Portlanda je u doigravanju pomladio momčad sa šuterom Damonom Stoudamireom, ali ni to im nije pomoglo, jer su već dvije godine zaredom ispadali od Los Angeles Lakersa. Sljedeće sezone, Jermaine je većom minutažom igrao bolje, a Portland je ponovno ušao u doigravanje. Neočekivani potez Portlanda dao je do znanje da računaju na u budućnosti i ponudivši mu četverogodišnji ugovor vrijedan 24 milijuna dolara. Iako je prihvatio ugovor, Jermaine ponovo nije igrao onoliko koliko je želio i izjasnio se da želi biti mijenjan u neku drugu momčad. Portland je ostvario njegovu želju, mjenjajući ga u Indiana Pacerse za Dalea Davisa.

### Indiana Pacers
Iste godine kada je razmjena dovršena, Indiana je stigla do NBA finala u kojem je izgubila od od Los Angeles Lakersa. Tijekom priprema za sezonu 2001./02., Jermaine je dohvatio svoju pravu formu i odigrao 80 utakmica regularnog dijela. Dobio je nagradu za igrača koji je najviše napredovao i izabran je u NBA All-Star momčad.
Tijekom godina u Indiani, Jermaine je postao jedan od najvećih zvijezda NBA lige. Velikli problemi s ozljedama sputavali su ga da pokaže svoj puni potencijal. U sezoni 2005./06. zbog problema s ozljedama odigrao je samo 51 utakmicu. Zbog velikog ugovora i ozljeda, Indiana Pacesri odlučili su ga mijenjati u Toronto Raptorse za T. J. Forda, te slovenskog centra Rašu Nesteroviča.

### Toronto Raptors
U Torontu je Jermaine dobio dres s brojem #6. Bilo je očekivano da će Jermaine sa zvijezdom Toronto Raptorsa, Chrisom Boshom činiti odličan tandem pod košem. U Torontu je bio među ponajboljim igračima, a posebno se vidio njegov doprinos u obrani.
Dok je on tražio svoju formu, ozljede su ga ponovno zaustavile te je Jermaine ga je zamijenio Andrea Bargnani, koji je kasnije ušao u veliku formu i ostao u startnoj petorci. Vlasnik Toronta htio je dovesti novog krilnog igrača, a s time i povećati dotok novca u momčad te je na kraju, Jermaine ponovno zamijenjen, no ovoga puta u Miami Heat.

### Miami Heat
13. veljače 2009. mijenjan je zajedno s Jamariom Moonom u Heat za Shawna Mariona i Marcusa Banksa. Miami je zajedno s Dwyaneom Wadeom i Michaelom Beasleyom stigao do prvog kruga doigravanja, gdje su u sedam utakmica poraženi od Atlanta Hawksa.

### Boston Celtics
Nakon sezone i pol provedene u momčadi Miamia, O'Neal je potpisao dvogodišnji ugovor za momčad Boston Celticsa.

## Privatni život
Jermaine je oženjen, ima dvoje djece, kćerku i dječaka. Posjeduje snimateljski studio "Bogota Entertainment" u Atlanti, u saveznoj državi Georgia.

## NBA statistika

### Regularni dio
| Godina    | Klub     | Odig. uta. | Uta. poč. | Min. | 2P%  | 3P%  | Sl. bac.% | Skok. | Asist. | Ukr. lop. | Blok. | Poena |
| --------- | -------- | ---------- | --------- | ---- | ---- | ---- | --------- | ----- | ------ | --------- | ----- | ----- |
| 1996./97. | Portland | 45         | 0         | 10.2 | .451 | .000 | .603      | 2.8   | .2     | .0        | .6    | 4.1   |
| 1997./98. | Portland | 60         | 9         | 13.5 | .485 | .000 | .506      | 3.4   | .3     | .2        | 1.0   | 4.5   |
| 1998./99. | Portland | 36         | 1         | 8.6  | .434 | .000 | .514      | 2.7   | .4     | .1        | .4    | 2.5   |
| 1999./00. | Portland | 70         | 8         | 12.3 | .486 | .000 | .582      | 3.3   | .3     | .2        | .8    | 3.9   |
| 2000./01. | Indiana  | 81         | 80        | 32.6 | .465 | .000 | .601      | 9.8   | 1.2    | .6        | 2.8   | 12.9  |
| 2001./02. | Indiana  | 72         | 72        | 37.6 | .479 | .071 | .688      | 10.5  | 1.6    | .6        | 2.3   | 19.0  |
| 2002./03. | Indiana  | 77         | 76        | 37.2 | .484 | .333 | .731      | 10.3  | 2.0    | .9        | 2.3   | 20.8  |
| 2003./04. | Indiana  | 78         | 78        | 35.7 | .434 | .111 | .757      | 10.0  | 2.1    | .8        | 2.5   | 20.1  |
| 2004./05. | Indiana  | 44         | 41        | 34.8 | .452 | .167 | .754      | 8.8   | 1.9    | .6        | 2.0   | 24.3  |
| 2005./06. | Indiana  | 51         | 47        | 35.3 | .472 | .300 | .709      | 9.3   | 2.6    | .5        | 2.3   | 20.1  |
| 2006./07. | Indiana  | 69         | 69        | 35.6 | .436 | .000 | .767      | 9.6   | 2.4    | .7        | 2.6   | 19.4  |
| 2007./08. | Indiana  | 42         | 34        | 28.7 | .439 | .000 | .742      | 6.7   | 2.2    | .5        | 2.1   | 13.6  |
| 2008./09. | Toronto  | 41         | 34        | 29.7 | .473 | .000 | .810      | 7.0   | 1.6    | .4        | 2.0   | 13.5  |
| 2008./09. | Miami    | 27         | 27        | 30.0 | .475 | .000 | .750      | 5.4   | 2.0    | .4        | 2.0   | 13.0  |
| 2009./10. | Miami    | 70         | 70        | 28.4 | .529 | .000 | .720      | 6.9   | 1.3    | .4        | 1.4   | 13.6  |
| Ukupno    |          | 863        | 646       | 28.3 | .466 | .149 | .711      | 7.5   | 1.5    | .5        | 1.9   | 14.2  |
| All-Star  |          | 5          | 2         | 24.0 | .478 | .000 | .667      | 7.6   | .8     | .8        | 1.4   | 11.2  |

### Doigravanje
| Godina    | Klub     | Odig. uta. | Uta. poč. | Min. | 2P%  | 3P%  | Sl. bac.% | Skok. | Asist. | Ukr. lop. | Blok. | Poena |
| --------- | -------- | ---------- | --------- | ---- | ---- | ---- | --------- | ----- | ------ | --------- | ----- | ----- |
| 1996./97. | Portland | 2          | 0         | 2.0  | .000 | .000 | .000      | .5    | .0     | .0        | .5    | .0    |
| 1997./98. | Portland | 1          | 0         | 3.0  | .000 | .000 | .000      | 1.0   | .0     | .0        | 2.0   | .0    |
| 1998./99. | Portland | 9          | 0         | 6.1  | .400 | .000 | .500      | 1.9   | .1     | .0        | .3    | 1.6   |
| 1999./00. | Portland | 8          | 0         | 4.8  | .273 | .000 | .667      | .9    | .1     | .0        | .4    | 1.5   |
| 2000./01. | Indiana  | 4          | 4         | 39.3 | .436 | .000 | .500      | 12.5  | 1.8    | .0        | 2.5   | 9.8   |
| 2001./02. | Indiana  | 5          | 5         | 38.4 | .447 | .000 | .750      | 7.6   | 1.0    | .8        | 1.6   | 17.2  |
| 2002./03. | Indiana  | 6          | 6         | 45.3 | .467 | .000 | .785      | 17.5  | .7     | .5        | 3.0   | 22.8  |
| 2003./04. | Indiana  | 16         | 16        | 37.8 | .423 | .000 | .700      | 9.1   | 1.2    | .5        | 2.2   | 19.2  |
| 2004./05. | Indiana  | 13         | 13        | 36.6 | .365 | .000 | .750      | 8.0   | 2.2    | .5        | 2.6   | 16.0  |
| 2005./06. | Indiana  | 6          | 6         | 36.0 | .524 | .000 | .717      | 7.5   | 1.7    | .5        | 2.3   | 21.0  |
| 2008./09. | Miami    | 6          | 5         | 27.0 | .549 | .000 | .750      | 4.5   | 1.5    | .5        | 1.5   | 13.3  |
| 2009./10. | Miami    | 5          | 5         | 23.4 | .205 | .000 | .429      | 5.6   | 1.0    | .8        | 2.0   | 4.2   |
| Ukupno    |          | 81         | 60        | 28.3 | .418 | .000 | .712      | 7.0   | 1.1    | .4        | 1.8   | 12.7  |

## Vanjske poveznice
- Službena stranica  Arhivirana inačica izvorne stranice od 8. srpnja 2008. (Wayback Machine)
- Profil na NBA.com
- O'Neal u internetskoj bazi filmova IMDb-u (engl.)
- Profil  Arhivirana inačica izvorne stranice od 11. rujna 2008. (Wayback Machine) na SI.com